# Shane Cross
Pour les articles homonymes, voir Cross.
Shane Cross (22 août 1986 à Gold Coast - 6 mars 2007 à Melbourne) est un skater professionnel. Il a été le premier skateur à faire F/S Nose Grind sur le fameux rail de El Toro. Il était membre de l'équipe professionnelle FLIP et Volcom et avait un caractère joyeux.
Il meurt à l’âge de 20 ans d'un accident de moto survenu dans la nuit du 6 au 7 mars 2007. C'était Ali Boulala qui conduisait et ils ont percuté le mur d'un hôtel près de Fitzroy North (Melbourne). Revenant d'une soirée bien arrosée, l'accident serait dû à l'alcool. De plus, ils roulaient sans protections.